# أوبلم مباغت
أوبلم مباغت (الاسم العلمي: Eupilema inexpectata) هو نوع من الحيوانات يتبع جنس الأوبلم من الفصيلة الجذفمية.